# Agatha Welhouk
Agatha Welhouk, även känd som Agatha Brielle eller Welhouck, född 1637, död 1715, var centralfigur i en uppmärksammad rättsprocess i Nederländerna. Hon var dotter till borgmästaren Geraldo Cornelisz. Welhouck i Delft och Petronella Adriaansdr. Spiering och gifte sig 1670 med prästen Arnold Bornius och 1683 med prästen Hendrik Troye. 
Welhouk är känd för den rättsprocess hon drev mot sin far med anledning av sitt första äktenskap. Hon tackade 1655 ja till ett frieri från en man som fadern inte ville godkänna. Fadern stämde dottern för att ha gift sig mot hans samtycke, och paret fick 1658 separera. Då hon 1661 ertappades med att ha besökt maken utfärdades en husarrest. Hon ifrågasatte fruktlöst husarresten. Fallet ledde till en undersökning om huruvida ett äktenskap som skett utan föräldrars samtycke var lagligt: vid faderns död 1665 förklarade domstolen att hennes vigsel i vilket fall var olaglig eftersom den skett då hon var omyndig, varvid äktenskapet annullerades. 1670 legitimerades hennes äktenskap. 
Fallet Welhouk drog till sig stor uppmärksamhet under sin samtid och påverkade lagstiftningen om föräldrars myndighet över sina barn som referensfall ända fram till 1800-talet. 